# Yii Framework
 (septembre 2018).
Le Yii Framework (« Yes, It Is ») est un cadriciel (framework) pour PHP 5 et utilise le paradigme de programmation orientée objet. Il est destiné au développement d'applications Web. Yii nécessite minimalement la version 5.1.0 de PHP pour la version 1 et 5.4.0 de PHP pour la version 2. Une documentation complète est disponible. La communauté autour du projet est très active[réf. nécessaire]. Le créateur et développeur principal de Yii est Qiang Xu, qui a également développé et maintenu le framework PHP Prado pendant 3 ans. Yii est d'ailleurs le successeur officiel de Prado.

## Fonctionnalités
- de hautes performances[2] ;
- une architecture Modèle-Vue-Contrôleur ;
- un accès aux bases de données par DAO/ActiveRecord ;
- les fonctions nécessaires pour la gestion de l'internationalisation (I18N/L10N) ;
- la gestion de caches ;
- le support de AJAX via l'intégration de jQuery ;
- le contrôle d'accès par la gestion de rôles utilisateurs (RBAC) ;
- la génération automatique du code PHP pour les opérations de base (création, lecture, mise à jour et suppression) sur la base de données (scaffolding) ;
- le contrôle des saisies utilisateurs sur les formulaires ;
- la notion de widgets ;
- les évènements sur les éléments des pages (boutons, liens...) ;
- la gestion de thèmes pour l'habillage des sites ;
- le support des services Web ;
- la possibilité d'ajouter des fonctions via un système de plugins ;
- le support des tests unitaires et fonctionnels ;
- la migration de bases de données.

## Historique des versions
| Signification | des couleurs                         |
| ------------- | ------------------------------------ |
| Rouge         | Ancienne version, plus supportée     |
| Jaune         | Ancienne version, toujours supportée |
| Vert          | Version actuelle                     |
| Bleu          | Future version                       |

| Version | Release  | Date de sortie   | Fin de maintenance                                                    | Exigences              |
| ------- | -------- | ---------------- | --------------------------------------------------------------------- | ---------------------- |
| 1.0     | 1.0      | 3 décembre 2008  | 31 décembre 2010                                                      | PHP 5.1.0 ou supérieur |
| 1.0     | 1.0.1    | 4 janvier 2009   | 31 décembre 2010                                                      | PHP 5.1.0 ou supérieur |
| 1.0     | 1.0.2    | 1er février 2009 | 31 décembre 2010                                                      | PHP 5.1.0 ou supérieur |
| 1.0     | 1.0.3    | 1er mars 2009    | 31 décembre 2010                                                      | PHP 5.1.0 ou supérieur |
| 1.0     | 1.0.4    | 5 avril 2009     | 31 décembre 2010                                                      | PHP 5.1.0 ou supérieur |
| 1.0     | 1.0.5    | 10 mai 2009      | 31 décembre 2010                                                      | PHP 5.1.0 ou supérieur |
| 1.0     | 1.0.6    | 7 juin 2009      | 31 décembre 2010                                                      | PHP 5.1.0 ou supérieur |
| 1.0     | 1.0.7    | 5 juillet 2009   | 31 décembre 2010                                                      | PHP 5.1.0 ou supérieur |
| 1.0     | 1.0.8    | 9 août 2009      | 31 décembre 2010                                                      | PHP 5.1.0 ou supérieur |
| 1.0     | 1.0.9    | 6 septembre 2009 | 31 décembre 2010                                                      | PHP 5.1.0 ou supérieur |
| 1.0     | 1.0.10   | 18 octobre 2009  | 31 décembre 2010                                                      | PHP 5.1.0 ou supérieur |
| 1.0     | 1.0.11   | 13 décembre 2009 | 31 décembre 2010                                                      | PHP 5.1.0 ou supérieur |
| 1.0     | 1.0.12   | 14 mars 2010     | 31 décembre 2010                                                      | PHP 5.1.0 ou supérieur |
| 1.1     | 1.1.0    | 10 janvier 2010  | 31 décembre 2016, fin 2020 pour la correction des failles de sécurité | PHP 5.1.0 ou supérieur |
| 1.1     | 1.1.1    | 14 mars 2010     | 31 décembre 2016, fin 2020 pour la correction des failles de sécurité | PHP 5.1.0 ou supérieur |
| 1.1     | 1.1.2    | 2 mai 2010       | 31 décembre 2016, fin 2020 pour la correction des failles de sécurité | PHP 5.1.0 ou supérieur |
| 1.1     | 1.1.3    | 4 juillet 2010   | 31 décembre 2016, fin 2020 pour la correction des failles de sécurité | PHP 5.1.0 ou supérieur |
| 1.1     | 1.1.4    | 5 septembre 2010 | 31 décembre 2016, fin 2020 pour la correction des failles de sécurité | PHP 5.1.0 ou supérieur |
| 1.1     | 1.1.5    | 14 novembre 2010 | 31 décembre 2016, fin 2020 pour la correction des failles de sécurité | PHP 5.1.0 ou supérieur |
| 1.1     | 1.1.6    | 16 janvier 2011  | 31 décembre 2016, fin 2020 pour la correction des failles de sécurité | PHP 5.1.0 ou supérieur |
| 1.1     | 1.1.7    | 27 mars 2011     | 31 décembre 2016, fin 2020 pour la correction des failles de sécurité | PHP 5.1.0 ou supérieur |
| 1.1     | 1.1.8    | 26 juin 2011     | 31 décembre 2016, fin 2020 pour la correction des failles de sécurité | PHP 5.1.0 ou supérieur |
| 1.1     | 1.1.9    | 1er janvier 2012 | 31 décembre 2016, fin 2020 pour la correction des failles de sécurité | PHP 5.1.0 ou supérieur |
| 1.1     | 1.1.10   | 12 février 2012  | 31 décembre 2016, fin 2020 pour la correction des failles de sécurité | PHP 5.1.0 ou supérieur |
| 1.1     | 1.1.11   | 29 juillet 2012  | 31 décembre 2016, fin 2020 pour la correction des failles de sécurité | PHP 5.1.0 ou supérieur |
| 1.1     | 1.1.12   | 19 août 2012     | 31 décembre 2016, fin 2020 pour la correction des failles de sécurité | PHP 5.1.0 ou supérieur |
| 1.1     | 1.1.13   | 30 décembre 2012 | 31 décembre 2016, fin 2020 pour la correction des failles de sécurité | PHP 5.1.0 ou supérieur |
| 1.1     | 1.1.14   | 11 août 2013     | 31 décembre 2016, fin 2020 pour la correction des failles de sécurité | PHP 5.1.0 ou supérieur |
| 1.1     | 1.1.15   | 11 juin 2014     | 31 décembre 2016, fin 2020 pour la correction des failles de sécurité | PHP 5.1.0 ou supérieur |
| 1.1     | 1.1.16   | 21 décembre 2015 | 31 décembre 2016, fin 2020 pour la correction des failles de sécurité | PHP 5.1.0 ou supérieur |
| 1.1     | 1.1.17   | 13 janvier 2016  | 31 décembre 2016, fin 2020 pour la correction des failles de sécurité | PHP 5.1.0 ou supérieur |
| 1.1     | 1.1.18   | 19 avril 2017    | 31 décembre 2016, fin 2020 pour la correction des failles de sécurité | PHP 5.1.0 ou supérieur |
| 1.1     | 1.1.19   | 8 juin 2017      | 31 décembre 2016, fin 2020 pour la correction des failles de sécurité | PHP 5.1.0 ou supérieur |
| 1.1     | 1.1.20   | 6 juillet 2018   | 31 décembre 2016, fin 2020 pour la correction des failles de sécurité | PHP 5.1.0 ou supérieur |
| 2.0     | 2.0.0    | 12 octobre 2014  | TBD                                                                   | PHP 5.4.0 ou supérieur |
| 2.0     | 2.0.1    | 7 décembre 2014  | TBD                                                                   | PHP 5.4.0 ou supérieur |
| 2.0     | 2.0.2    | 11 janvier 2015  | TBD                                                                   | PHP 5.4.0 ou supérieur |
| 2.0     | 2.0.3    | 1er mars 2015    | TBD                                                                   | PHP 5.4.0 ou supérieur |
| 2.0     | 2.0.4    | 10 mai 2015      | TBD                                                                   | PHP 5.4.0 ou supérieur |
| 2.0     | 2.0.5    | 11 juillet 2015  | TBD                                                                   | PHP 5.4.0 ou supérieur |
| 2.0     | 2.0.6    | 5 août 2015      | TBD                                                                   | PHP 5.4.0 ou supérieur |
| 2.0     | 2.0.7    | 14 février 2016  | TBD                                                                   | PHP 5.4.0 ou supérieur |
| 2.0     | 2.0.8    | 28 avril 2016    | TBD                                                                   | PHP 5.4.0 ou supérieur |
| 2.0     | 2.0.9    | 11 juillet 2016  | TBD                                                                   | PHP 5.4.0 ou supérieur |
| 2.0     | 2.0.10   | 20 octobre 2016  | TBD                                                                   | PHP 5.4.0 ou supérieur |
| 2.0     | 2.0.11   | 2 février 2017   | TBD                                                                   | PHP 5.4.0 ou supérieur |
| 2.0     | 2.0.11.1 | 2 février 2017   | TBD                                                                   | PHP 5.4.0 ou supérieur |
| 2.0     | 2.0.11.2 | 8 février 2017   | TBD                                                                   | PHP 5.4.0 ou supérieur |
| 2.0     | 2.0.12   | 5 juin 2017      | TBD                                                                   | PHP 5.4.0 ou supérieur |
| 2.0     | 2.0.13   | 2 novembre 2017  | TBD                                                                   | PHP 5.4.0 ou supérieur |
| 2.0     | 2.0.14   | 19 février 2018  | TBD                                                                   | PHP 5.4.0 ou supérieur |
| 2.0     | 2.0.15   | 20 mars 2018     | TBD                                                                   | PHP 5.4.0 ou supérieur |
| 2.0     | 2.0.16   | 30 janvier 2019  | TBD                                                                   | PHP 5.4.0 ou supérieur |
| 2.0     | 2.0.16.1 | 28 février 2019  | TBD                                                                   | PHP 5.4.0 ou supérieur |

Note : TBD signifie to be defined, soit « pas encore défini ».